# Dibulitoon Studio
Dibulitoon Studio SL es una productora audiovisual independiente que inició su actividad en 1991. 
La mayor parte de su actividad se centra en largometrajes de animación de producción propia, aunque también cuentan con cortometrajes, series de ficción y animación, documentales, videoclips, spots y otros productos audiovisuales.

## Comienzos (1991-2000)
Dibulitoon Studio inicia su andadura en 1991 de la mano de trabajadores de la extinta Eskuz, lo que hace que sea la productora de animación más antigua del País Vasco.[cita requerida]
En este periodo la mayor parte de su actividad se dirige hacia terceros, ofreciendo servicios de animación a las principales productoras españolas como Dócon Films, Milímetros, Cromosoma, ampliando a corto plazo sus contactos pasando a trabajar con importantes productoras europeas, especialmente de Inglaterra y Francia, de donde destacan Cosgrove, Teleimagination y France animation.
Vistos los resultados, el estudio fue creciendo progresivamente, llegándose a realizar producciones para Warner Bros, Disney y Universal Studios de Estados Unidos.
En esta primera época de 9 años Dibulitoon Studio participó en la fabricación de 17 largometrajes y más de 50 series de televisión. Destacan algunos títulos como Batman, Sabrina: la serie animada, Problem child (Este chico es un Demonio), Goomer, Fantomcat o The Lost World entre otras.

## Segunda etapa (2000 a la actualidad)
Dibulitoon Studio inicia una nueva andadura centrándose en la producción propia sin renunciar a coproducir y colaborar puntualmente con empresas de reconocido prestigio nacional e internacional. Así, en el año 2000 se estrenó su primer largometraje de producción propia “El ladrón de sueños”, nominado a los premios GOYA 2001. Esta exitosa experiencia hizo continuar a la productora en la misma senda, creando hasta la actualidad un total de 5 largometrajes y 4 cortometrajes experimentales para el desarrollo de nuevas tecnologías.

## Largometrajes
| Película            | Año  |
| ------------------- | ---- |
| El ladrón de Sueños | 1999 |
| Glup                | 2004 |
| Supertramps         | 2005 |
| Cristobal Molón     | 2006 |
| Mystikal            | 2010 |

## Cortometrajes
| Cortometraje     | Año  |
| ---------------- | ---- |
| Historia de Elam | 2002 |
| El juego de Caín | 2004 |
| Involución       | 2006 |
| Juguetes         | 2007 |

## Otras Participaciones
| Película                        | Año  | Productora | Tipo                      |
| ------------------------------- | ---- | ---------- | ------------------------- |
| La leyenda del viento del norte | 1988 | ESKUZ      | Largometraje de animación |
| La isla del cangrejo            | 2000 | Irusoin    | Largometraje de animación |